# Thịnh Đức
Thịnh Đức là một xã thuộc thành phố Thái Nguyên, tỉnh Thái Nguyên, Việt Nam.

## Địa lý
Xã Thịnh Đức nằm ở phía nam thành phố Thái Nguyên, có vị trí địa lý:
- Phía đông giáp phường Tích Lương
- Phía tây giáp xã Phúc Trìu và xã Tân Cương
- Phía nam giáp thành phố Sông Công
- Phía bắc giáp các phường Thịnh Đán, Tân Lập và xã Quyết Thắng.

Xã Thịnh Đức có diện tích 17,08 km², dân số năm 2004 là 8.168 người, mật độ dân số đạt 478 người/km².

## Lịch sử
Sau năm 1975, Thịnh Đức là một xã thuộc huyện Đồng Hỷ.
Ngày 2 tháng 4 năm 1985, Hội đồng Bộ trưởng ban hành quyết định số 102-HĐBT sáp nhập xã Thịnh Đức vào thành phố Thái Nguyên.
Ngày 1 tháng 9 năm 2004, điều chỉnh 128,96 ha diện tích tự nhiên của xã Thịnh Đức để thành lập phường Thịnh Đán. Xã Thịnh Đức còn lại 1.708,23 ha diện tích tự nhiên và 8.168 người.
Đến năm 2019, xã Thịnh Đức được chia thành 25 xóm: Ao Miếu, Ao Sen, Bến Đò, Cầu Đá, Cây Thị, Con Cốc, Đà Tiến, Đầu Phần, Đồng Tranh, Đức Hòa, Hòa Bắc, Hợp Thành, Khánh Hòa, Lâm Trường, Làng Cả, Lò Gạch, Lượt I, Lượt II, Mới, Mỹ Hào, Phúc Hòa, Phúc Trìu, Tân Đức 1, Tân Đức 2, Xuân Thịnh.
Ngày 11 tháng 12 năm 2019, sáp nhập hai xóm Ao Sen, Con Cốc và một phần xóm Hợp Thành thành xóm Nhân Hòa, sáp nhập hai xóm Lâm Trường và Phúc Trìu vào xóm Phúc Hòa, sáp nhập xóm Hòa Bắc vào xóm Đức Hòa, sáp nhập hai xóm Ao Miếu và Bến Đò thành xóm Phú, sáp nhập hai xóm Lò Gạch và Mỹ Hào thành xóm Cường, sáp nhập hai xóm Đồng Tranh và Xuân Thịnh thành xóm Thịnh, sáp nhập hai xóm Làng Cả và Đà Tiến thành xóm Cương Lăng, sáp nhập hai xóm Tân Đức 1, Tân Đức 2 và phần còn lại của xóm Hợp Thành thành xóm Tân Đức, sáp nhập hai xóm Lượt I và Lượt II thành xóm Lượt, sáp nhập ba xóm Cầu Đá, Mới, Cây Thị thành xóm Làng Mon.

## Hành chính
Xã Thịnh Đức được chia thành 12 xóm: Cương Lăng, Cường, Đầu Phần, Đức Hòa, Khánh Hòa, Làng Mon, Lượt, Nhân Hòa, Phú, Phúc Hòa, Tân Đức, Thịnh.

## Giao thông
Trên địa bàn xã có hai tuyến tỉnh lộ 262 và 267 đi qua. Tuyến xe buýt số 9 Trại Cau - TP Thái Nguyên - TP Sông Công - KCN Yên Bình đi qua địa bàn xã theo tỉnh lộ 262.

## Kinh tế - xã hội

### Kinh tế
Tỉnh lộ 262 chạy dọc chiều dài của xã, là huyết mạch giao thông nối thành phố Thái Nguyên với thành phố Sông Công. Nhiều hộ gia đình nông dân dọc trục đường 262, đường 267 đi Tân Cương làm tiểu thủ công, thương mại, dịch vụ tạo ra 40% thu nhập toàn xã, giải quyết hàng trăm lao động.
Khu giết mổ gia súc, gia cầm tập trung lớn nhất Thái Nguyên đã được xây dựng trên địa bàn xã Thịnh Đức. Khu vực xây dựng có tổng diện tích 4,9 ha với 4 dây chuyền giết mổ lợn và 1 dây chuyền giết mổ gà có công suất 260 con lợn và 1.200 con gà trong một ngày.
Trên địa bàn xã có nhà máy nước sạch. Công trình cấp nước sinh hoạt xã Thịnh Đức hoạt động mang đến nguồn nước hợp vệ sinh cho các hộ dân trên địa bàn. 

### Giáo dục
Xã Thịnh Đức có hệ thống giáo dục hoàn chỉnh từ mầm non đến THCS. Trên địa bàn xã có:
Trường Mầm non Thịnh Đức
Trường Tiểu học Thịnh Đức
Trường Trung học cơ sở Thịnh Đức